# Sasiwka (przystanek kolejowy)
Sasiwka (ukr. Сасівка, ros. Сасовка) – przystanek kolejowy w miejscowości Sasiwka, w rejonie swalawskim, w obwodzie zakarpackim, na Ukrainie. Leży na linii Lwów – Stryj – Batiowo – Czop.